# Лен Шеклтон
Лен Шеклтон (англ. Len Shackleton, нар. 3 травня 1922, Бредфорд — пом. 27 листопада 2000, Грендж-овер-Сендс) — англійський футболіст, нападник. Входить до списку «100 легенд Футбольної ліги».

## Клубна кар'єра
Вихованець юнацьких клубів «Бредфорд Скулз», «Кайпакс Юнайтед» та «Арсенал».
У дорослому футболі дебютував 1939 року виступами за клуб «Бредфорд Парк Авеню», в якому провів сім сезонів, взявши участь у 217 матчах чемпіонату (забив 171 гол). Більшість часу, проведеного у складі «Бредфорда», був основним гравцем атакувальної ланки команди. У складі «Бредфорда» був одним з головних бомбардирів команди, маючи середню результативність на рівні 0,79 голу за гру першості.
Своєю грою за цю команду привернув увагу представників тренерського штабу клубу «Ньюкасл Юнайтед», до складу якого приєднався 1946 року. Відіграв за команду з Ньюкасла наступні два сезони своєї ігрової кар'єри. Граючи у складі «сорок» також здебільшого виходив на поле в основному складі команди. В новому клубі був серед найкращих голеодорів, відзначаючись забитим голом в середньому щонайменше у кожній третій грі чемпіонату.
1948 року перейшов до «Сандерленда», за який відіграв 9 сезонів. Тренерським штабом нового клубу також розглядався як гравець «основи». Завершив професійну кар'єру футболіста виступами за «Сандерленд» у 1957 році

## Виступи за збірну
1948 року дебютував в офіційних матчах у складі національної збірної Англії. Протягом кар'єри у національній команді, яка тривала 7 років, провів у формі головної команди країни лише 5 матчів, забивши 1 гол.